# Cantone di Pimampiro
Il cantone di Pimampiro è un cantone dell'Ecuador che si trova nella provincia dell'Imbabura.
Il capoluogo del cantone è Pimampiro.

## Ambiente

### Laghi
- Lago di Puruhanta: L'attrazione naturale più importante che possiede il cantone di Pimampiro è il lago denominato "Puruhanta", a 3400 metri di altitudine sul livello del mare. Questa laguna mantiene ancora il suo stato puro grazie al fatto che si trova all'interno di un'area protetta, recentemente elevata da posizione di Riserva, a Parco Nazionale Cayambe - Coca. Per il suo difficile accesso non viene utilizzato per fini ittici o di navigabilità, mantenendo così le sue acque pure e cristalline. È circondato da foreste pluviali e da estese coltre di paramo che nelle loro viscere custodiscono il maestoso condor andino e il più grande mammifero dell'Ecuador, l'orso ondino.  Questa lago di origine glaciale misura circa, nella sua parte più lunga circa 3,5 km, e nella sua parte più larga 1,8 km; Con i suoi 272,92 ettari di superficie, è un bacino naturale che raccoglie 4 sorgenti che la alimentano permanentemente.